# Илеш Шпиц
Илеш Шпиц (мађ. Illés Spitz, Будимпешта 2. фебруар 1902 — Скопље 1. октобар 1961) био је фудбалски репрезентативац Мађарске и виши спортски тренер у Југославији.
Фудбал је играо у Мађарској (за Немзети и Ујпешт) и у Швајцарској (за Сент Гален и Цирих). Укупно је одиграо више од 1.000 утакмица и постигао око 600 голова. Са Ујпештом је три пута био првак Мађарске, а освојио је и по један трофеј у купу нација и Митропа купу.
За репрезентацију Мађарске је одиграо 6 утакмица и постигао 3 гола
Од 1937. радио је у Југославији као тренер прво у Сплиту (Хајдук 1937—1939), а потом у Скопљу (Грађански Скопље-Македонија Скопље 1939—1946). Од 1946. до 1955. тренира Партизан из Београда (са краћим прекидима 1952. када је тренер био Антун Погачник и у сезони 1953/54. када је Шпица мењао Милован Ћирић) и за то време са клубом из Хумске два пута је освојио првенство Југославије (1946/47. и 1948/49.) и три пута Куп Југославије (1947, 1952. и 1954). Краће време тренирао је екипу београдског Радничког, потом се поново на две сезоне вратио у Партизан, а затим је годину дана водио скопски Вардар са којим такође осваја куп Југославије (1960/61).
Преминуо је у свлачионици, од срчаног удара непосредно после утакмице Вардар—ОФК Београд

## Трофеји (као играч)

### Ујпешт
- Првенство Мађарске (3) : 1929/30, 1930/31, 1932/33.
- Куп нација (1) : 1930.
- Митропа куп (1) : 1929.

## Трофеји (као тренер)

### Партизан
- Првенство Југославије (2) : 1946/47, 1948/49.
- Куп Југославије (3) : 1947, 1952, 1954.

### Вардар
- Куп Југославије (1) : 1960/61.